# Il principe dimenticato
Il principe dimenticato (Le Prince oublié) è un film del 2020 diretto da Michel Hazanavicius.

## Trama
Djibi è un umile guardiano di un parcheggio. È vedovo e vive con la figlioletta Sofia attorno alla quale ruota tutta la sua vita. Ogni sera, per farla addormentare, inventa una favola popolata da tanti personaggi, cavalieri, pirati, animali, nella quale lui è il principe coraggioso che affronta vari pericoli e situazioni per salvare la principessa, che sarebbe Sofia. Il tempo trascorre e Sofia, ormai adolescente, si dimostra sempre meno interessata alle favole del padre e sempre di più al biondo compagno di scuola Max.
Djibi non riesce a capacitarsi di ciò e ad aiutarlo interviene la simpatica e saggia vicina di casa, Clotilde, che gli spiega la situazione e i problemi dell'adolescenza e gli racconta di come, anche suo padre, aveva sacrificato tutto per lei, rimanendo solo e senza aver coltivato qualcosa per sé. Djibi, a malincuore, piano piano, prende atto della situazione, mentre la frequentazione con la vicina si trasforma in qualcosa di più. Trascorrono 15 anni, quando, una notte, riceve una telefonata che lo avvisa è diventato nonno. L'uomo raggiunge la figlia e, alla vista della nipotina, si riaccende in lui l'entusiasmo e la fantasia: riprende, così, a inventare e a raccontare favole alla piccola. Proprio come faceva con sua figlia anni prima.

## Distribuzione
Il film è stato distribuito nelle sale cinematografiche italiane a partire dal 1 luglio 2020.